# Francesco Cantuti Castelvetri
Francesco Cantuti Castelvetri, conte di Ligonchio, Ospitaletto, Canova e Pradelli (* 11. Februar 1904 in Verona; † 25. Januar 1979 in Rom) war ein italienischer Adliger.
Er war von 1937 bis 1970 der letzte Kommandant der päpstlichen Palatingarde.

## Ehrungen
- 1953: Großoffizier des Verdienstordens der Italienischen Republik[1]
- 1958: Großes Verdienstkreuz der Bundesrepublik Deutschland[2]
- 1960: Großes Verdienstkreuz mit Stern der Bundesrepublik Deutschland
- 1960: Orden El Sol del Perú

## Werke
- L’economia italiana nel 1927, Rom, Officina Poligrafica Laziale, 1927
- L’economia italiana nel 1928, Officina Poligrafica Laziale, Rom, 1929
- Contratti tipo e prezzi all’esame delle corporazioni, Rom, Società Tipografica Castaldi, 1935
- Il legno, produzione, scambio, correnti mondiali del traffico, Rom, Società Tipografica Castaldi, 1938
- L’economia italiana nel 1947, Roma, Officina Poligrafica Laziale
- L’attività dell’Ente nazionale per la distribuzione dei soccorsi in Italia dal 1944 al 1954, Rom, Artigianato grafico, 1955, auch englisch unter dem Titel Organization and activity : 1944-1954